# Kehmstedt
Kehmstedt ist eine Gemeinde im thüringischen Landkreis Nordhausen. Erfüllende Gemeinde ist die Stadt und Landgemeinde Bleicherode.

## Geografie
Kehmstedt liegt am Osthang des Tals des Bölinger Grabens, eines Bachlaufs, der seine Quellbächlein in den teils bewaldeten Anhöhen (Fuchsberg, Bölinger Mittelberg, Michaelsgrund) westlich der Ortslage hat.
Die höchsten Erhebungen in der Nähe sind der Kirchberg (278,3 m ü. NN) im Norden, der Erster Berg (289,5 m ü. NN) im Nordosten und der Kronberg (266,7 m ü. NN) im Osten. Im Süden zieht sich zwischen Kehmstedt und Bleicherode ein Höhenzug hin, der von 230 m ü. NN beim Renneberg über den Leimberg und Windberg (273,5 m ü. NN) bis zum Stäcksberg (303,3 m ü. NN) ansteigt. 2460 m westlich der Dorfmitte, an der Grenze zur Gemarkung Kleinbodungen, liegt die Wüstung Alterode. Eine andere Wüstung namens Bölingen findet sich in 2480 m nordwestlich, allerdings schon auf dem Gebiet von Bliedungen.

## Geschichte

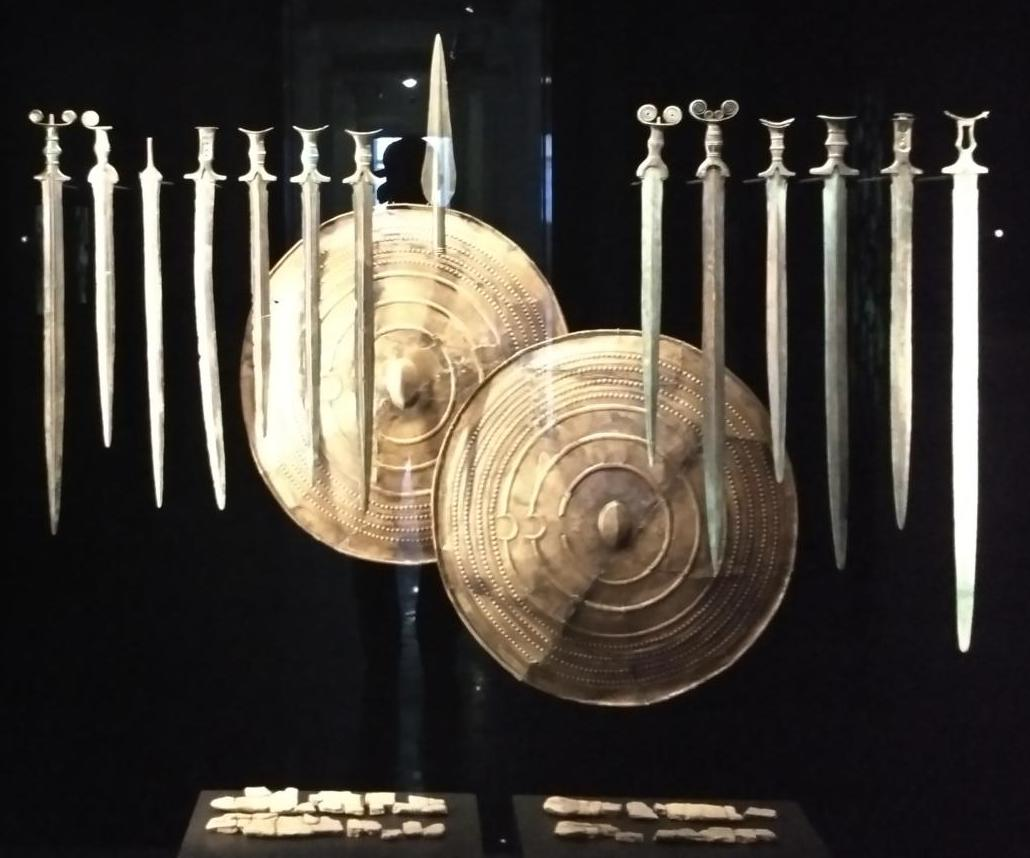
Der bronzezeitliche Depotfund von Kehmstedt (links) mit dem Depot von Bothenheilingen (rechts), den Bronzeschilden von Herzsprung und zwei Schwertgussformen aus Wennungen; Landesmuseum für Vorgeschichte, Halle (Saale)

Einen Kilometer südlich vom Ort fand man 1906 beim Straßenbau sieben parallel ausgerichtete Bronzeschwerter und eine Lanzenspitze aus der jüngeren Bronzezeit. Der Fund wird einer kultischen Niederlegung zugeordnet.
Die erste urkundliche Erwähnung des Ortes war 1093. Der Historiker Johann Georg Leuckfeld (1668–1726) schrieb, dass die Grafen von Northeim im 11. Jahrhundert einen Teil des Ortes an das Kloster Bursfelde abgetreten hätten und dass ein Graf Heinrich von Kercberch im Jahre 1295 drei Hufen im Kemstede an das Kloster Walkenried abgetreten habe. Zinsen von Kehmstedt bezogen das Kreuzstift und das Nonnenkloster auf dem Frauenberg in Nordhausen sowie das Kloster Ilfeld. 1334 hatte das Crucisstift, eines der damaligen Klöster Nordhausens, Besitz in deserta Bulingen, der bereits erwähnten Wüstung.

## Politik

### Gemeinderat
Der Gemeinderat in Kehmstedt besteht aus sechs Ratsmitgliedern. Nach der Kommunalwahl am 26. Mai 2024 hält der Sportverein TSG Glück auf Kehmstedt alle sechs Mandate.

### Bürgermeisterin
Die ehrenamtliche Bürgermeisterin Eva-Maria Ostwald (parteilos) wurde am 15. November 2020 mit 70,4 Prozent der Stimmen gewählt.

## Kirche St. Martin

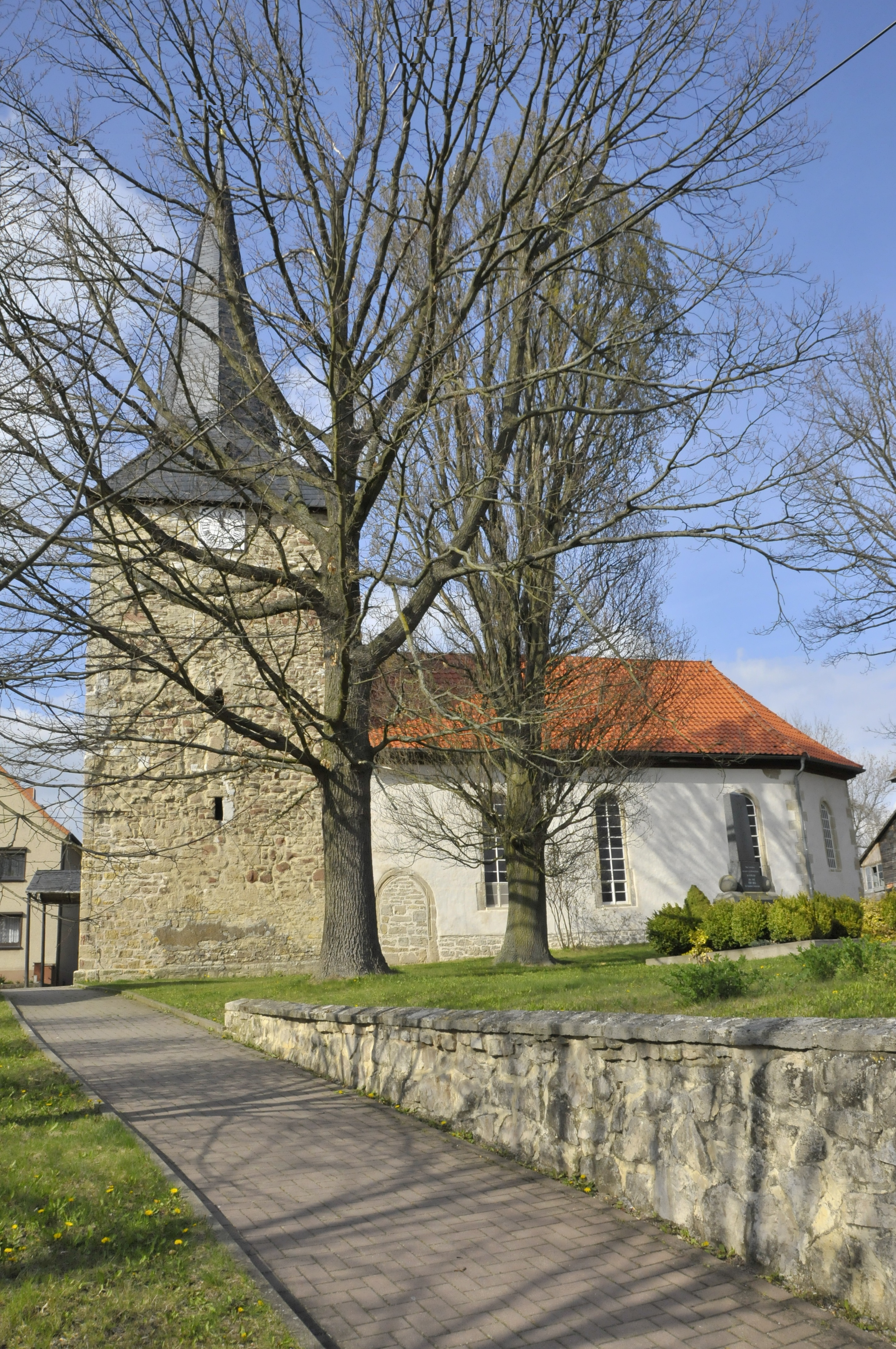
Dorfkirche St. Martin von Süd

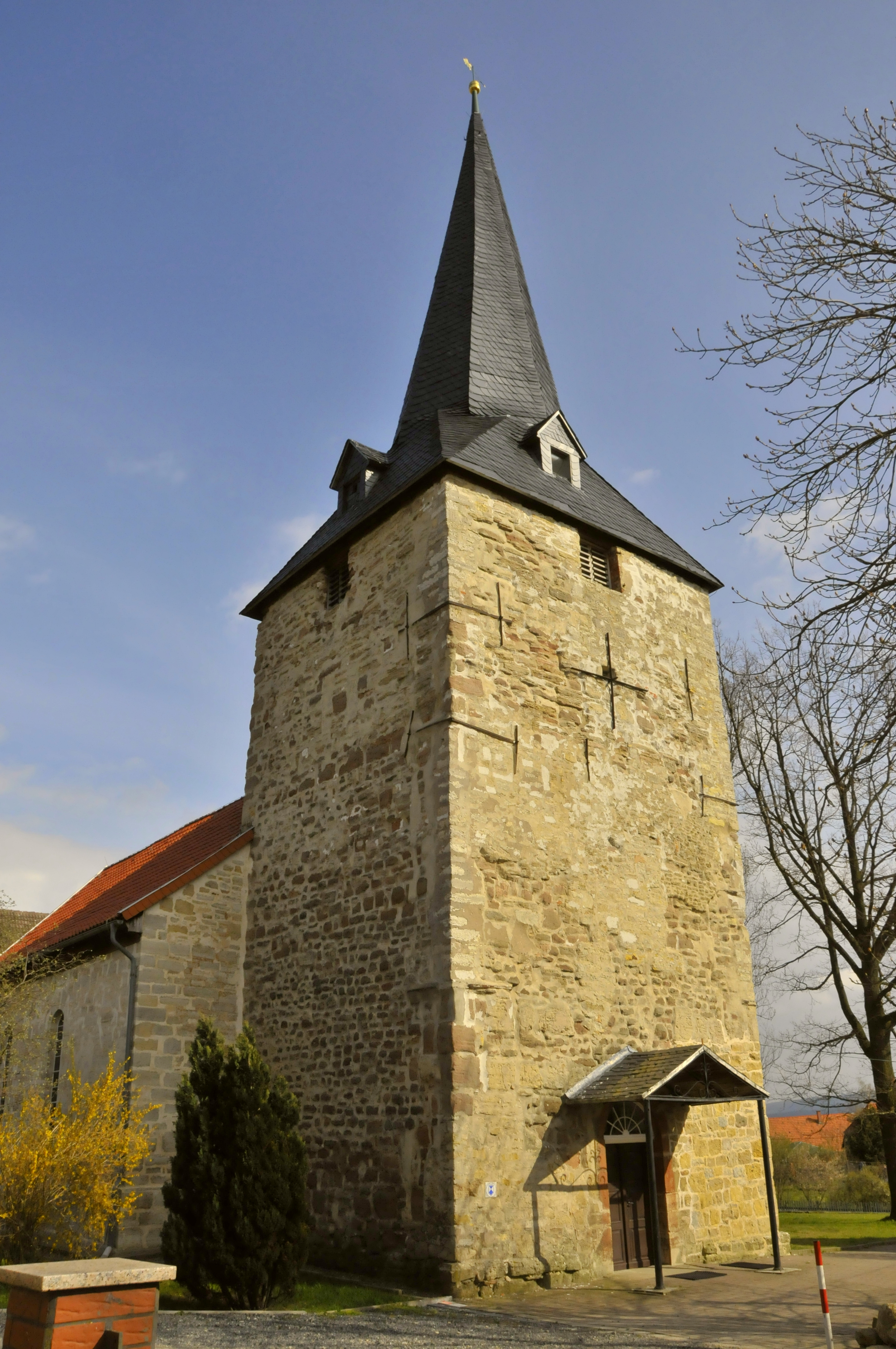
Dorfkirche St. Martin von Nordwest

Eine markante Sehenswürdigkeit des Ortes ist die im 17. Jahrhundert erbaute St.-Martins-Kirche. Der Eingang zum Kirchenschiff befand sich einst an seiner Südseite, in Turmnähe; er ist heute zugemauert. Der im Verhältnis zum Langhaus mächtige Turm ist der älteste Gebäudeteil. Er trägt ein spitz zulaufendes, schiefergedecktes Dach, in dem an allen vier Himmelsrichtungen kleine Dachgauben eingelassen sind. Die Spitze wird von einer goldenen Turmkugel mit aufgesetzter goldener Wetterfahne gekrönt. Der Glockenklang verlässt den Glockenstuhl durch Klangarkaden, die sich unmittelbar unter der Dachtraufe an der Nord- und Westseite des Turms befinden.
Eine Turmuhr mit weißem Zifferblatt ist an der Südseite zu finden. Auffällig sind mehrere große Wandanker im oberen Teil des Turms, die später zur Sicherung des Gebäudes angebracht wurden. In der Südseite des Turms sind drei übereinander liegende schießschartenähnliche schmale Fenster zu sehen.
An der Ostseite des Turms ist das etwas breitere, mit roten Ziegeln gedeckte Langhaus angebaut. Den östlichen Abschluss des Kirchenschiffs bildet ein Chor, dessen zwei Seitenwände im Verhältnis zur Breite des Schiffs etwas zurückgezogen sind. Das Kircheninnere wird durch drei hohe Rundbogenfenster auf den beiden Längsseiten des Schiffs sowie zwei etwas kleinere Rundbogenfenster im Chor erhellt.
Die Südwand des Kirchenschiffs sowie der Chor erhielt in den Jahren 2008 bis 2010 unter der Leitung des Halberstädter Architekten Gerd Srocke, eines geborenen Kehmstedters, einen neuen weißen Putz aus Hundisburger Hochbrandgips. Sobald die nötigen finanziellen Mittel zur Verfügung stehen, sollen auch die Nordwand und der Turm verputzt werden.
Die St.-Martins-Kirche gehört dem Kirchenkreis Südharz an.

## Verkehr
Durch den Ort der Gemeinde Kehmstedt führt die L 1034, die eine Verbindung zwischen der B 243 (Gemeinde Hohenstein) und der B 80 (Gemeinde Wipperdorf) herstellt. In Wipperdorf und in Bleicherode bestehen Autobahnanschlüsse (A 38 Kassel–Leipzig) sowie Bahnhöfe an der Strecke Halle–Kassel.

## Vereinsleben
Es gibt in Kehmstedt die Vereine TSG Glück auf Kehmstedt (Sportverein), Schützenverein Kehmstedt, Freiwillige Feuerwehr Kehmstedt sowie unserKehmstedt (Heimatverein).

## Persönlichkeiten
- Margot Kessler (* 8. September 1948 in Kehmstedt), Politikerin (SPD), Mitglied des Europäischen Parlaments
- Gottlieb Christoph Schmaling (* 11. April 1729 in Kehmstedt; † 1800), Historiker, Poet, Theologe